# Distretto di Ortaköy (Çorum)
Il distretto di Ortaköy (in turco Ortaköy ilçesi) è uno dei distretti della provincia di Çorum, in Turchia.